# Apollo 8
Apollo 8 var det andra bemannade uppdraget i Apolloprogrammet, vars huvudsyfte var att nå och runda månen. Detta blev första gången någon människa lämnade en omloppsbana runt jorden. Det var också första gången raketen Saturn V användes vid en bemannad rymdfärd.
Efter att ha lyft från jorden den 21 december 1968, tog det besättningen tre dagar att nå månen. De befann sig i omloppsbana runt månen i 20 timmar. Delar av dessa 20 timmar sammanföll med julafton, då besättningen sände TV-bilder tillbaka till jorden. Detta blev vid tillfället den mest sedda TV-sändningen någonsin.

## Besättningar

### Besättning
- Frank Borman befälhavare
- Jim Lovell pilot (kommandomodul)
- William A. Anders pilot

### Reservbesättning
- Neil Armstrong befälhavare
- Buzz Aldrin pilot (kommandomodul)
- Fred W. Haise pilot (månlandare)

### Stödbesättning
- John S. Bull
- Vance D. Brand
- Gerald P. Carr
- Thomas K. Mattingly

## Planering
I juni 1968 ersattes Michael Collins av Lovell då Collins var tvungen att genomgå en operation efter ett problem med ryggraden. Collins kom senare att bli den man som var kvar i kommandomodulen då Apollo 11 genomförde den första bemannade landningen på månen.
I september 1967 föreslogs en serie uppdrag som skulle leda fram till en bemannad landning på månen. Uppdragen delades in i sju typer, där varje typ hade till syfte att testa olika delsteg som var nödvändiga för att klara av en landning. Varje typ benämndes med en bokstav från A till G, det beslutades att innan en ny typ av uppdrag påbörjades skulle tidigare typer ha genomförts med ett lyckat resultat. De sju typerna innebar följande uppgifter:
- A - Obemannat test av kommando- och service-modul (command and service module, CSM)
- B - Obemannat test av månlandare (lunar module, LM)
- C - Bemannad CSM i låg omloppsbana runt jorden
- D - Bemannad CSM och LM i låg omloppsbana runt jorden
- E - Bemannad CSM och LM i hög omloppsbana runt jorden
- F - Bemannad CSM och LM i omloppsbana runt månen
- G - Bemannad landning på månen

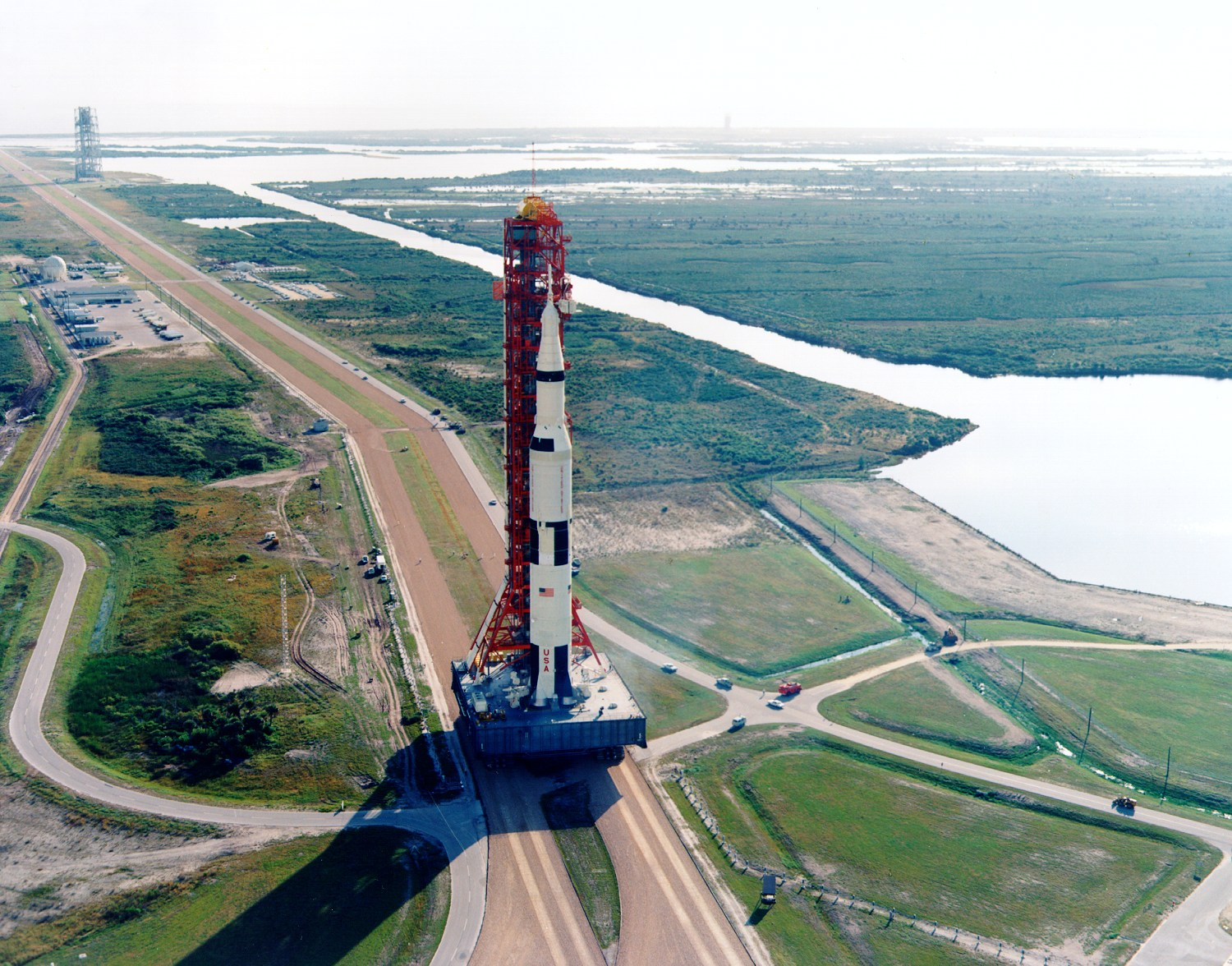
Apollo 8 rullas ut till sin startplats.

Av de komponenter som krävdes var månlandaren den som skulle bli klar sist. När den första månlandaren levererades i juni 1968 upptäcktes över 100 brister. Tillverkarens bedömning blev att den första månlandaren som skulle kunna användas för ett D-uppdrag skulle vara klar först i februari 1969, vilket därmed även skulle försena alla andra uppdrag. Då kommando- och service-modulen skulle vara klar tre månader tidigare fanns möjligheten att genomföra ett uppdrag utan månlandare redan i december 1968. I stället för att upprepa det C-uppdrag som Apollo 7 vid det laget redan skulle ha klarat av föreslogs att använda Saturn V för skicka en CMS hela vägen till månen och eventuellt även lägga sig i omloppsbana runt månen. Denna nya typ av uppdrag benämndes "C-prim" och hade fördelen att man skulle kunna testa och träna tillvägagångssätt som skulle komma till användning vid en landning på månen vilket annars skulle behöva vänta till ett kommande F-uppdrag.
Att använda en Saturn V för att skicka en kapsel till månen var ett risktagande. Saturn V hade inte tidigare använts vid ett bemannat uppdrag och vid den sista av de två obemannade uppskjutningarna led raketen fortfarande av problem med oscillation. Detta problem trodde man sig dock kunna lösa utan en ny obemannad uppskjutning. Samtidigt kom det uppgifter från CIA om att Sovjet förberedde en bemannad rymdfärd runt månen.
Då man till sist beslutade att genomföra Apollo 8 som ett uppdrag av typ C-prim byttes också besättningar för Apollo 8 och Apollo 9, vilket innebar att besättningen som nu fick Apollo 9 behöll samma typ av uppdrag som först var planerat för Apollo 8. Denna förändring innebar i slutändan att inget E-uppdrag genomfördes då de flesta av dess mål redan uppfyllts av Apollo 8 och Apollo 9. Förändringen innebar att man fick förbereda det nya uppdraget på bara fyra månader. Även om alla i besättningen var tränade på alla delar av uppdraget, var de specialiserade på olika saker. Förändringen av uppdragets typ innebar också att astronauternas uppgifter förändrades. Borman som var befälhavare blev ansvarig för återinträdet i atmosfären, som skilde sig mycket från tidigare uppdrag då man befunnit sig i omloppsbana runt jorden. Lovell blev ansvarig för att navigera farkosten. Att kunna navigera farkosten var inte bara en utmaning för besättningen, en springande punkt för om man skulle kunna genomföra uppdraget var att hinna skriva datorprogram för att navigera farkosten. Anders fick nu den besynnerliga titeln som pilot för månlandaren även då detta uppdrag inte skulle använda sig av en sådan. Hans nya uppgift blev nu att ansvara för system för kommunikation och övriga elektriska system ombord.

### Uppdragets symbol

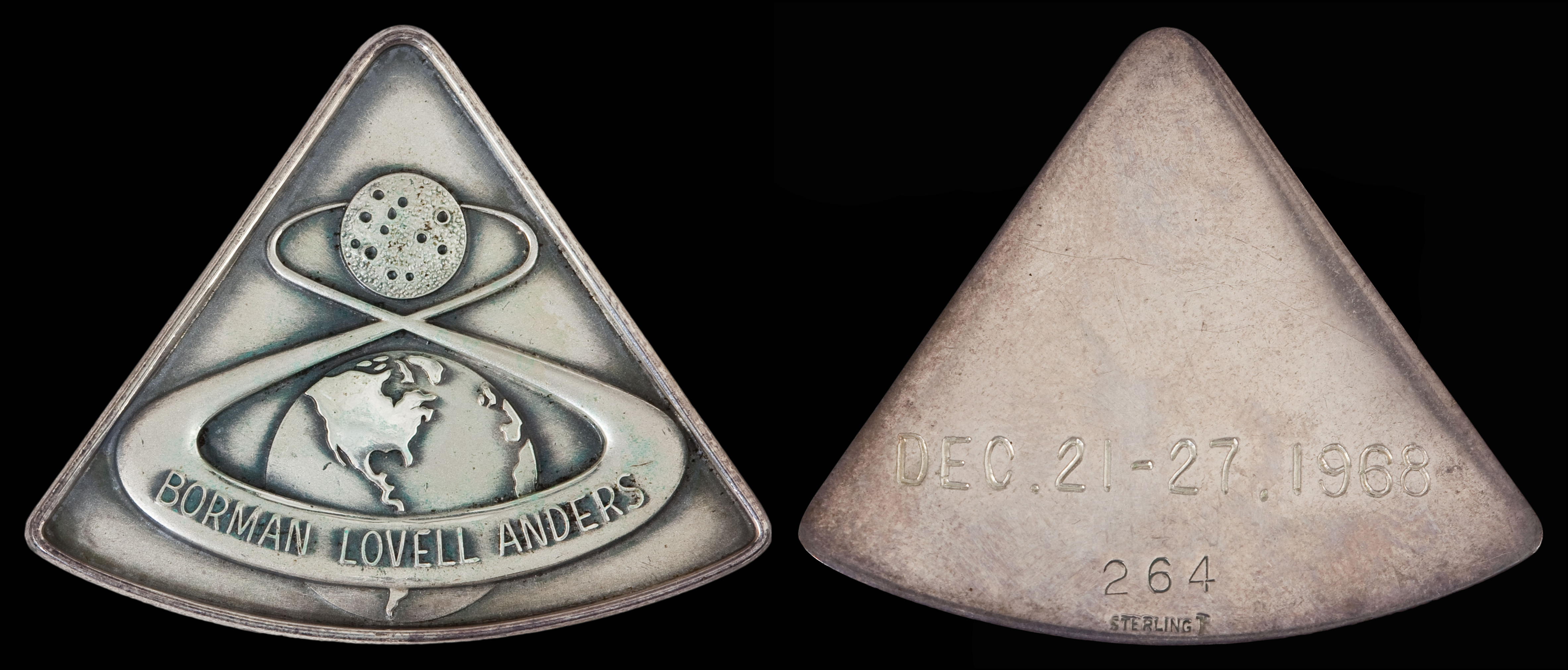
Apollo 8 Medalj

Symbolens triangulära form symboliserar formen av “Apollos Command Module” (CM). Symbolen visar en röd 8 som kretsar runt jorden och månen vilket representerar uppdragsnumret såväl som uppdragets miljö. Namnet på de tre astronauterna står på den röda åttan
Jim Lovell gjorde den ursprungliga designen när han var på ett flyg från Kalifornien till Houston så fort han fick reda på att flygrutterna ändrades till att åka runt månen. Den grafiska designen gjordes av Artist/Animatör William Bradley

## Genomförande

### Uppskjutning

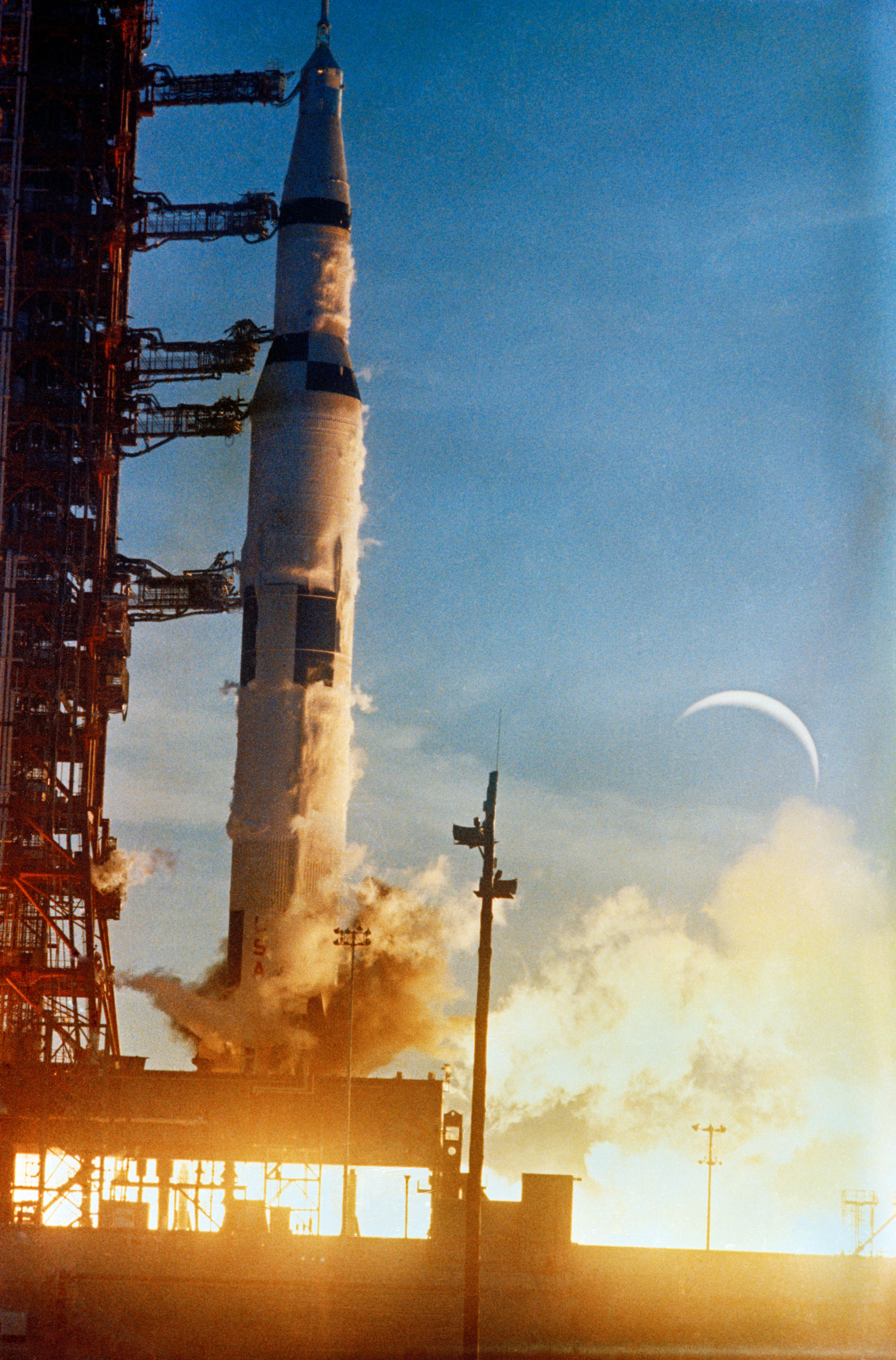
Apollo 8 lyfter från startplattan.

På morgonen den 21 december lyfte Apollo 8 och uppskjutningen genomfördes utan större problem. Borman uttryckte i radiokommunikationen till jorden att förväntningarna om att Saturn V:s första två steg utvecklade en mindre och behagligare acceleration än tidigare raketer infriades. Efter att ha gjort sig av med raketens första två steg befann sig farkosten under drygt två och en halv timme i omloppsbana runt jorden. Under denna tid kontrollerade man från jorden att farkosten fortfarande var i gott skick och besättningen förberedde sig för att starta det tredje steget för lägga sig i en bana från jorden till månen. Michael Collins fungerade som "capcom" (den person som har radiokontakt med besättningen från marken). Efter denna period i omloppsbana meddelande Collins att besättningen nu hade kontrollrummets godkännande för transport till månen med meningen "Apollo 8. You are Go for TLI!" (TLI — Trans-Lunar Injection).
Efter att tredje steget brunnit i drygt fem minuter hade farkosten nått hastigheten 10 822 m/s, vilket innebar att besättningen färdades snabbare än någon människa gjort tidigare. Efter att ha kopplat loss det tomma tredje steget vände astronauterna på sin farkost för att kunna fotografera steget. De kunde då för första gången se hela jorden samtidigt. De använde även det tredje steget för att öva på att kontrollera sin farkost i närhet av en annan.

Färden till månen innebar att besättningen blev först med att passera Van Allen-bältena. Bedömningen var att detta inte skulle utsätta besättningen för mycket mer än en vanlig lungröntgen, men de hade ändå med sig utrustning för att mäta vilken strålningsdos de utsattes för.

### Vägen till månen

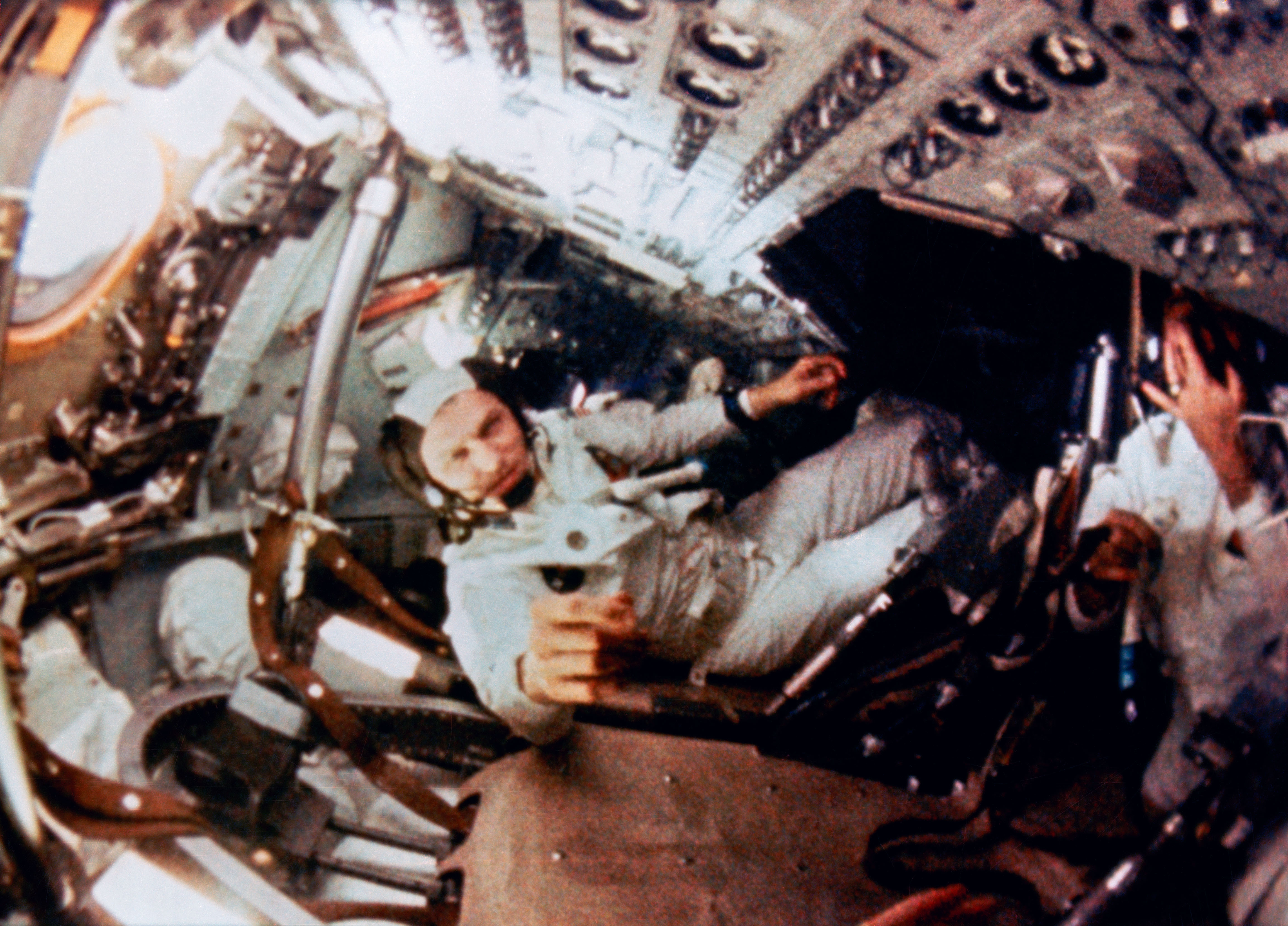
Frank Borman i kommandomodulen.

Som pilot för kommandomodulen var Lovell farkostens navigatör. Normalt utförde personal på jorden de beräkningar som behövdes för att navigera farkosten, för besättningen blev det endast nödvändigt i de fall de förlorade kontakten med jorden. I detta fall använde de en sextant monterad i ett av farkostens fönster för att mäta vinkeln mellan en stjärna och jordens (eller månens) horisont. Detta visade sig vara svårt då överblivet bränsle från tredje steget omgav farkosten och var svårt att skilja från riktiga stjärnor.
För att skapa en jämn värmefördelning över farkostens olika delar försattes den i en rotation runt sin egen längdaxel. Utan denna manöver skulle den sida som varit vänd mot solen blivit överhettad och den andra så kall att bränsleledningar riskerat att gå sönder.
Efter den första kurskorrigeringen elva timmar efter start hade besättningen varit vaken i 16 timmar, vilket innebar att Borman skulle inleda sin första sovperiod på sju timmar. NASA hade bestämt att det alltid skulle vara minst en besättningsmedlem vaken för att snabbt kunna ta hand om saker som eventuellt skulle kunna uppstå. Den radiokommunikation som fördes gjorde det svårt för Borman att sova och han fick tillstånd att ta en sömntablett, detta hjälpte dock inte mycket. Att sova i tyngdlöshet kan vara svårt, Anders beskrev senare hur han vaknade med ett ryck och en känsla av att han föll. Efter sin sovperiod mådde Borman dåligt och kräktes två gånger och fick diarré. Efter kommunikation med marken beslutades det att det inte var ett skäl till alltför stor oro då det antingen var influensa eller en reaktion av sömntabletten. En senare bedömning var att det förmodligen var en form av illamående som berodde på tyngdlöshet och som påverkar ungefär en tredjedel av alla astronauter. Detta hade inte uppstått tidigare då de kapslar som använts under Mercury- och Gemini-programmet var så små att det inte gick att röra sig fritt i dem.
På väg mot månen var månen själv inte synlig inifrån farkosten huvudsakligen på grund av hur den var riktad. Däremot genomförde besättningen 55 timmar efter start en 23 minuter lång TV-sändning där man första gången fick se TV-bilder av jorden. Astronauterna beskrev under sändningen vilka delar som var synliga samt sitt intryck av jorden på detta avstånd.

### Omloppsbana runt månen

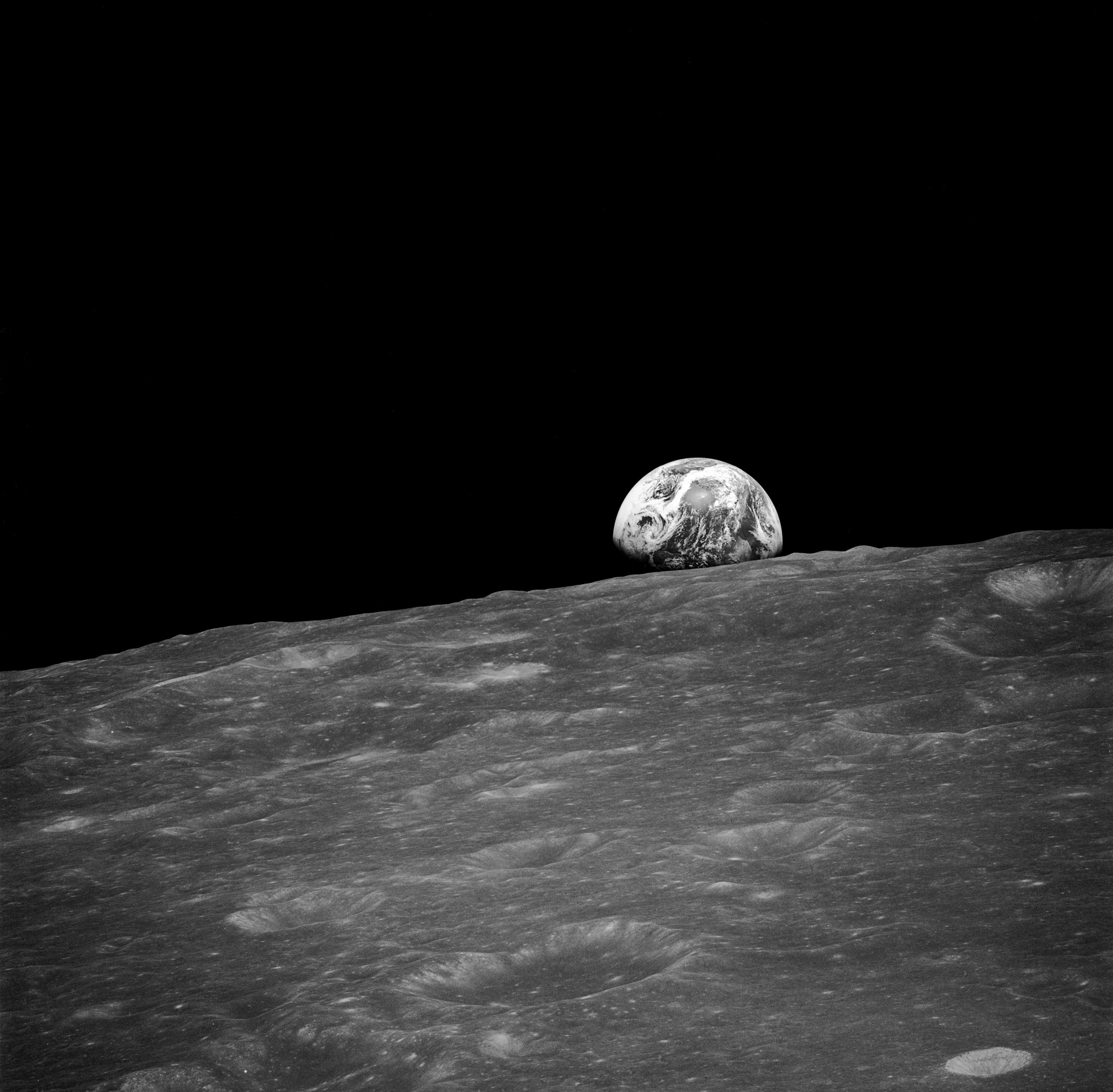
Jorden stiger över månens horisont.

För att hamna i omloppsbana var besättningen tvungna att starta servicemodulens raketmotor riktad mot sin egen färdriktning och därmed minska sin hastighet. Utan denna manöver skulle farkosten bara ha slungats runt månen och tillbaka i riktning mot jorden (något som Lovell senare skulle få uppleva i samband med Apollo 13). Denna manöver inleddes på baksidan av månen utan kontakt med jorden drygt 69 timmar efter start. Raketmotorn var igång under 4 minuter och 13 sekunder. Besättningen beskrev denna tid som de längsta fyra minuterna i deras liv då en felaktig brinntid för motorn skulle fått ett ödesdigert resultat. En för lång tid skulle inneburit en krasch på månen och en för kort hade kunnat leda till en bana från vilken de inte kunde komma tillbaka till jorden. På jorden kunde man inte veta vad som hände bakom månen utan kunde bara vänta, men när Apollo 8 kom fram bakom månen precis vid förväntad tidpunkt stod det klart att allt gått bra.
Efter att ha rapporterat till jorden om farkostens tillstånd, beskrev Lovell sitt intryck av månens yta som grå och kommenterade att det liknade gips. Han fortsatte att beskriva månens många kratrar och noterade att många av dem såg relativt nya ut. Ett viktigt mål med uppdraget var att rekognoscera för framtida landningsplatser. En kamera som tog en bild i sekunden monterades i ett av fönstren. Anders ägnade en stor del av de 20 timmarna i omloppsbana med att fotografera allt av intresse. Vid hemkomsten hade de tagit 700 bilder av månen och 150 av jorden. Den mest berömda har fått namnet Jorduppgång.
När Apollo 8 för fjärde gången kom fram bakom månen såg besättningen jorden stiga över månens horisont, och insåg omedelbart att detta var något de borde fånga på film.
Efter det tionde varvet i omloppsbana stod besättningen igen inför en kritisk manöver. För att komma tillbaka till jorden var de åter tvungna att starta servicemodulens motor, denna gång riktad i sin färdriktning för att öka sin hastighet och på så sätt lämna månens omloppsbana. Även denna manöver skedde på baksidan av månen, det hela gick precis som förutsett. När Apollo 8 på Juldagen kom fram bakom månen i bana mot jorden meddelade Lovell att han kunde bekräfta att jultomten fanns.

### Tillbaka till jorden

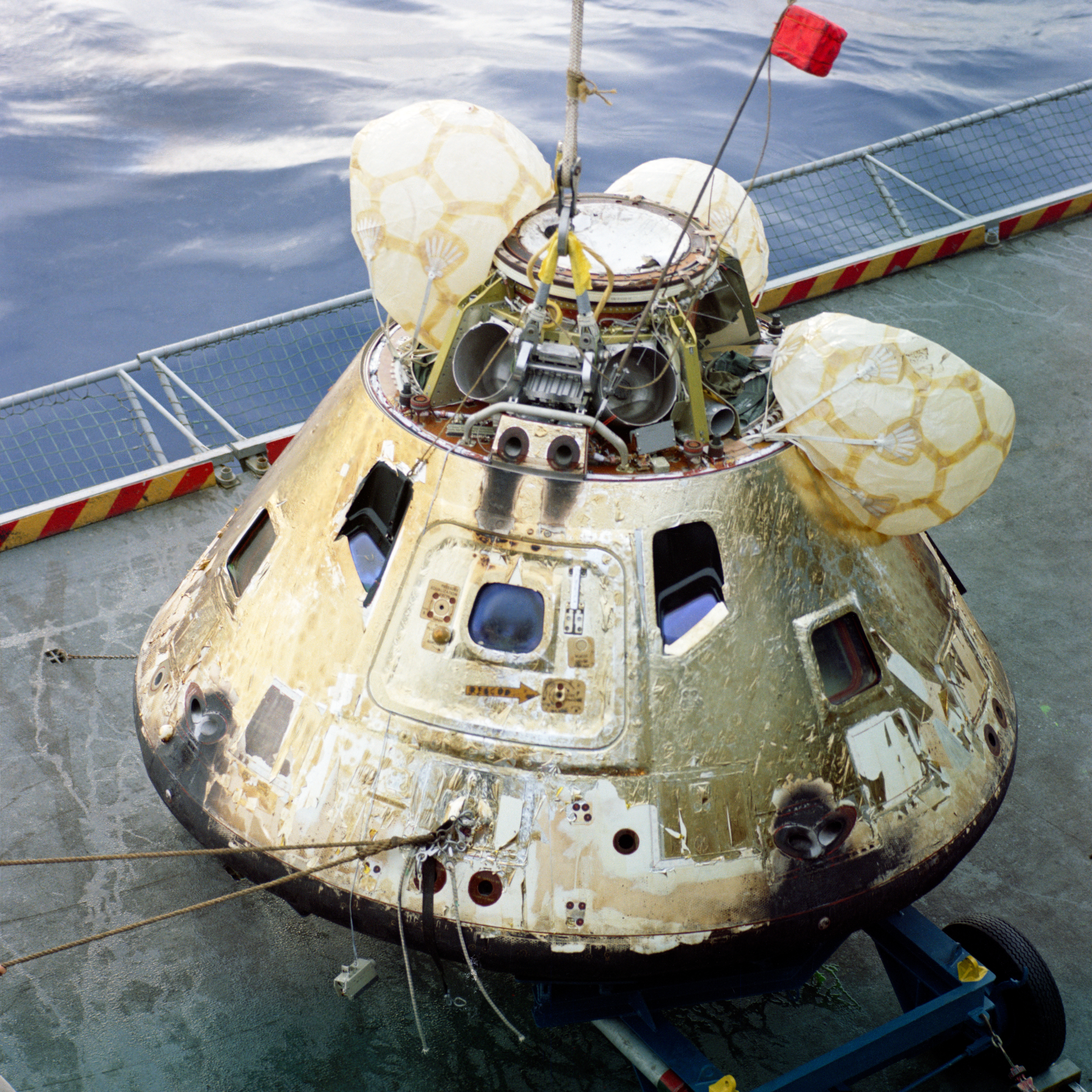
Kommandomodulen efter avslutat uppdrag.

På juldagens eftermiddag genomförde besättningen den sista TV-sändningen där de visade sin farkost och hur de bodde i rymden. Efteråt fick de en överraskning från Deke Slayton som sett till att deras matförråd innehöll julmat. Det fanns också tre julklappar från besättningens fruar.
Efter två dagar utan oväntade händelser var besättningen redo för återinträde i atmosfären. Detta sköttes av datorn, men om något skulle gå fel var Borman beredd att ta över. Sex minuter innan de nådde de översta lagren av atmosfären kunde besättningen som förutsett se månen stiga över jordens horisont. Farkosten saktade ned i atmosfären, retardationen nådde sitt max på 6G. När kapseln slog ner i vattnet drog fallskärmarna omkull den så att den hamnade upp och ned i vad som kallas stabil position 2. Detta åtgärdades dock av ballonger vid kapselns topp som luftfylldes och drog kapseln rätt.

## Historisk betydelse
TIME Magazine utsåg alla tre besättningsmedlemmarna till "årets man" 1968. Året 1968 innebar orolighet i stora delar av världen och USA då både Robert Kennedy och Martin Luther King blivit mördade samtidigt som Vietnamkriget pågick. Apollo 8 upplevdes naturligtvis för många som något positivt. Uppdragets effekt kan beskrivas med ett telegram som Borman fick efter att han kommit hem, vilket löd "Thank you Apollo 8. You saved 1968." (Tack Apollo 8. Ni räddade 1968.).(;
En av uppdragets mest uppmärksammade delar blev den bild av jorden som stiger över månens horisont. Även om det fanns tidigare bilder på jorden var detta första gången en människa haft möjlighet att ta en sådan bild. Apollo 8 fick av naturliga skäl mer uppmärksamhet från media än de flesta tidigare uppdrag. Det uppskattades att en fjärdedel av alla människor såg den TV-sändning som gjordes från omloppsbana runt månen på julafton. I TV-sändningen läste besättningen från bibeln. Detta ledde till att ateisten Madalyn Murray O'Hair stämde Nasa med syfte att få domstol att förbjuda att statsanställda astronauter ägnade sig åt offentlig bön. Denna begäran nekades men det ledde till att Nasa antog ett mer restriktivt förhållande i frågan.

### Fotnoter
1. ↑  ”NASA Space Science Data Coordinated Archive” (på engelska). NASA. https://nssdc.gsfc.nasa.gov/nmc/spacecraft/display.action?id=1968-118A. Läst 27 mars 2020.
2. ↑  ”Apollo 8” (på engelska). Wikipedia. 2018-10-12. https://en.wikipedia.org/w/index.php?title=Apollo_8&oldid=863695891. Läst 15 oktober 2018.